# ㆊ
ㆊ는 옛 한글 모음의 하나로, 'ㅠ'와 'ㅕ'를 합친 듯한 발음이다. 동국정운에 나오는 운모 중의 한가지로, ‘ㆊ[jujə], ㆋ[jujəi]’는 주모음(主母音)이 두 개 있는데 실제로는 이들을 1음절로 발음하는 것이 불가능했다고 추측된다.